# Carmen contra paganos
Das Carmen contra paganos (deutsch „Lied gegen die Heiden“), früher auch bekannt als Carmen adversus Flavianum (deutsch „Lied gegen Flavianus“), ist ein anonymes, spätantikes lateinisches Gedicht aus dem 4. oder 5. Jahrhundert. Es wurde in 122 Hexametern verfasst und beschreibt die kurzzeitige Wiederherstellung der heidnischen Götterrituale. Es wurde aus christlicher Perspektive als Invektive auf den Tod eines heidnischen Präfekten verfasst.
Das Carmen (CPL 1431) ist nur in einem einzigen Manuskript erhalten, dem Pariser Codex Parisinus Latinus 8084, einer in Italien entstandenen Abschrift der Werke des römischen christlichen Dichters Prudentius aus dem späten 5. oder frühen 6. Jahrhundert. Eine erste Ausgabe, die das Werk der Forschung zugänglich machte, lieferte Léopold Delisle 1867. Da die Abschrift stark fehlerhaft ist – der Schreiber kannte sich offenbar mit klassischer Literatur und paganen Kulten kaum aus – ergeben sich Schwierigkeiten der Edition und Interpretation.
Das Carmen, das als stilistisch schwach gilt, ist aus einer christlichen Perspektive geschrieben. Es beschreibt, wie ein ungenannter Präfekt (entweder ein praefectus urbi oder ein praefectus praetorio) heidnische Praktiken in Rom wieder einführt, was Gott beleidigt, der daraufhin den Tod des Präfekten herbeiführt. Dabei verunglimpft der Autor eine Vielzahl polytheistischer Götter und Kultpraktiken.
Die Frage nach der Identität des gemeinten Präfekten ist für die Chronologie und Bedeutung des sogenannten pagan revival („heidnische Restauration“) Ende des 4. Jahrhunderts relevant. Er wird nach ausführlichen Forschungskontroversen heute zumeist mit Vettius Agorius Praetextatus († 384) identifiziert; als Autor wird insbesondere Damasus I., Bischof von Rom, diskutiert.

## Inhalt
Der Inhalt ist nicht immer klar und hängt auch von verschiedenen möglichen Emendationen ab; die folgende Darstellung folgt Alan Cameron.
Die einführenden Verse 1–22 sind ein umfangreicher Angriff auf die heidnischen Götter. Jupiter etwa wird für seinen Inzest mit Juno gescholten; die Götter generell für ihren Streit untereinander. Gegen die heidnischen Kulte gerichtet ist die Frage, wofür es sich denn zu beten lohne, wenn sogar die Götter selbst nur vom Schicksal regiert sind (Verse 17–18).
Das Gedicht stellt den römischen Senatoren sodann die Frage, ob es wirklich angemessen sei, von solchen Göttern salus (Wohlergehen, Gesundheit) zu erwarten. Der Rest der Passage wendet sich dem Tod des Präfekten zu. Laut Cameron bezieht sich das salus in der Anfangsfrage deshalb auf die Gesundheit des Präfekten, nicht auf das Wohlergehen des römischen Staates (salus rei publicae). Der Autor zeigt sich entsetzt darüber, dass beim Tod des Präfekten unverdienterweise ein iustitium ausgerufen worden sei, eine Staatstrauer, bei der sich das Volk Roms als Zeichen der Trauer im sagum kleidete (Verse 32–33). Der Präfekt, vom Teufel besessen (Verse 51–56), habe versucht, durch Bestechung Christen zu bekehren (Verse 78–86).
Im weiteren Verlauf findet sich eine Attacke auf den Kult eines taurobolium (Verse 57–77) und weitere Angriffe auf die heidnischen Götter, darunter nicht nur solche aus dem griechisch-römischen Raum, sondern auch „östliche“ Götter wie Attis, Anubis, Kybele und Isis, deren Mysterienkulte zeitgenössisch beliebt waren. Der Präfekt wird bei der Wiederherstellung der Kulte in verschiedenen Tempeln beschrieben. Die Verse 87–97 fragen höhnisch, was die Anbetung dieser Götter dem Präfekten gebracht habe. Wie hätten die minderwertigen Götter – etwa „der lahme Vulcanus, mit seinem schwachen Fuß“ (quid tibi Vulcanus claudus, pede debilis uno?, Vers 97) – ihm helfen können, seinen Tod zu verhindern?
Der Schluss (Verse 114–122) wendet sich der Frau des Präfekten zu, die offenbar versucht hatte, ihren Mann mit Geschenken an die Götter zu retten, ihn damit aber stattdessen, so der Autor, geradewegs in den Tartaros schickte.

## Form und Stil
Es handelt sich um ein Werk von geringerem literarischen Niveau: Das Latein ist schwer zu entziffern, die Grammatik ist schlecht und die Verse sind oft unmetrisch, wobei vor allem Fehler in der Prosodie auftreten. Es ist ein frühes Zeugnis für die christliche Rezeption Vergils; zwischen 50 und 60 Vergil-Passagen werden in dem Gedicht anzitiert. Die Hexameter sind in vielerlei Hinsicht regelmäßig, mit einem trochäischen Bruch im dritten Versfuß, gefolgt von einem starken Bruch im vierten Fuß. Alle Hexameter enden mit zwei- oder dreisilbigen Wörtern.
Christliche Schmähschriften gegen das Heidentum waren in der zweiten Hälfte des 4. Jahrhunderts nichts ungewöhnliches, und die Argumente des Carmen sind zumeist zeitgenössische Gemeinplätze. Ähnliche Schmähungen finden sich Ende des 4. Jahrhunderts etwa in den anonymen Pamphleten Carmen contra quendam senatorem und dem Carmen ad Antonium (poema ultimum) sowie bei den Autoren Prudentius und Ambrosiaster. Diese nahmen ihrerseits bereits viele Anleihen bei den frühchristlichen antipaganen Polemiken des 2. und 3. Jahrhunderts.
Dennis E. Trout betont die in der Tradition der römischen Satire stehenden Elemente des Gedichts, die Anleihen bei Juvenal zeigen.

## Identität des Präfekten

### Rahmenbedingungen
Aus dem Text des carmen gehen verschiedene Fakten über den ungenannten Präfekten hervor:
1. Er war Heide, und zwar ein eingeweihter Priester (sacratus, Vers 46), der gezielt gegen das Christentum agierte, indem er (so zumindest die Anklage des carmen), durch Geld und Güter Christen vom rechten Glauben abzubringen versuchte (Verse 78–83).
2. Er war (mindestens designierter) Konsul (te consule, Vers 112).
3. Er war Präfekt (Vers 25).
4. Er ist eines langwierigen Todes gestorben (tracta morte, Vers 27).[16]
5. Er überzeugte einen (sonst nicht bekannten) Marcianus, einen (ebenfalls sonst nicht bekannten) Leucianus als Prokonsul in Africa einzusetzen (Verse 85–86).
6. Er hatte einen Erben (in welchem Sinne auch immer) namens Symmachus, der kurz vor der Abfassung des Gedichts einen Tempel der Flora wiederherstellte (Verse 112–114).

Der Präfekt wurde mit fünf verschiedenen heidnischen Persönlichkeiten der Spätantike identifiziert:
- Virius Nicomachus Flavianus war 390–394 Prätorianerpräfekt und beging in seinem Konsulatsjahr 394 Suizid, nachdem der von ihm favorisierte Usurpator Eugenius, der seine Macht zum Teil auf die heidnische stadtrömische Senatsaristokratie stützte, die Schlacht am Frigidus verloren hatte.[18]
- Vettius Agorius Praetextatus war Stadtpräfekt, Prätorianerpräfekt und war für das Jahr 385 zum Konsul designiert, starb aber schon kurz zuvor in den letzten Monaten 384.
- Lucius Aurelius Avianius Symmachus, Stadtpräfekt Roms 364/365, starb als designierter Konsul 376.[19]
- Quintus Aurelius Symmachus, dessen Sohn, war Stadtpräfekt im Jahr 384, Konsul 391 und starb 402.
- Eine andere Theorie identifiziert den Präfekten des Carmen mit Gabinius Barbarus Pompeianus, dessen Amtszeit als Stadtpräfekt 408 zur Belagerung Roms durch Alarich begann. Als Reaktion auf die Bedrohung durch die Goten erlaubte Pompeianus die Feier heidnischer Riten, wurde aber während eines Lebensmittelaufstandes von einem Mob gelyncht.[20]

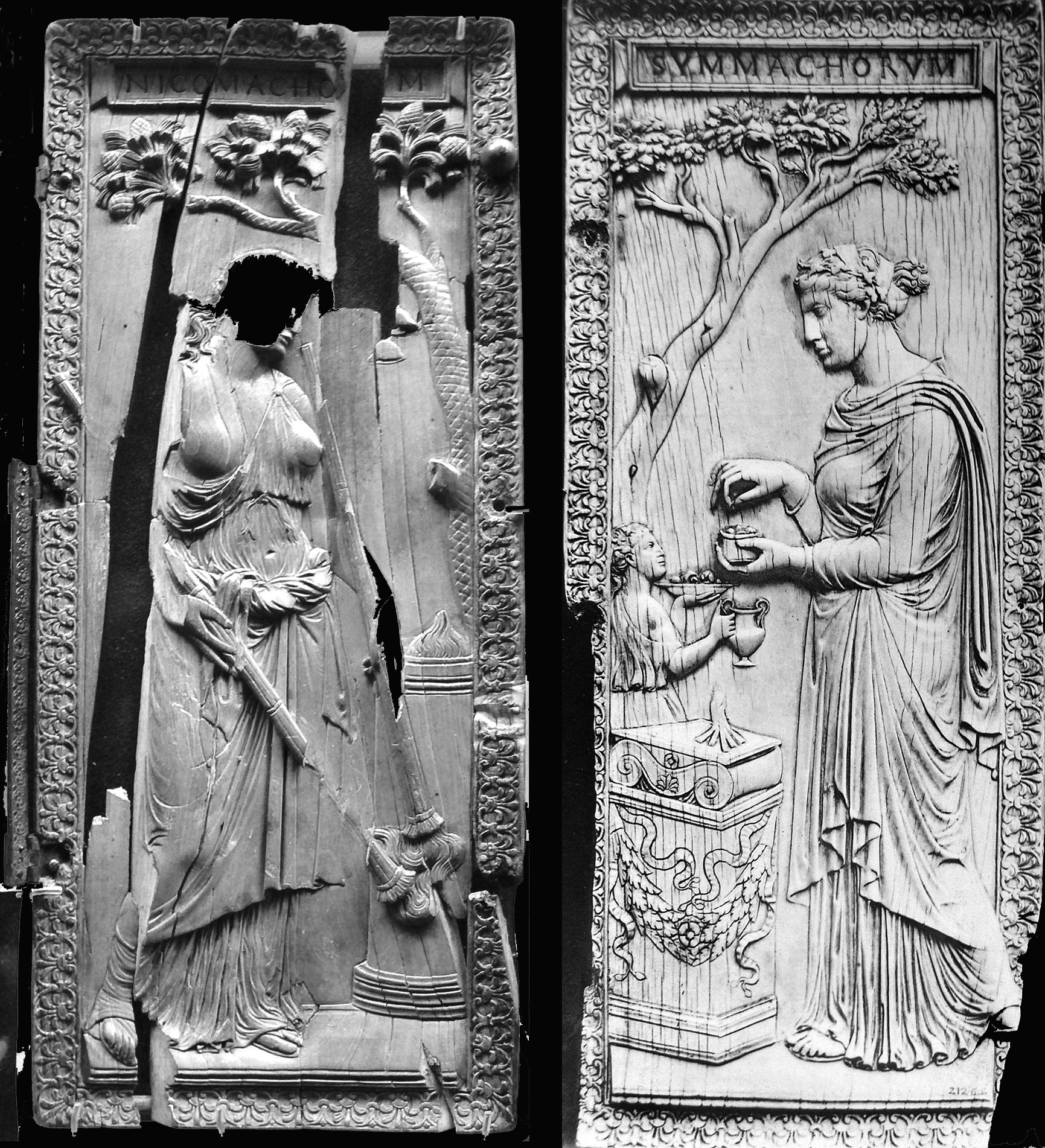
Ein erhaltenes Elfenbein-Diptychon aus dem späten 4. oder frühen 5. Jahrhundert mit den Aufschriften Nicomachorum und Symmchorum zeigt die auch anderweitig bezeugte Nähe der Familien der Nicomachi und der Symmachi, die als Argument für die Identifikation des Präfekten mit Virius Nicomachus Flavianus gilt.

### Nicomachus oder Praetextatus?
Ernsthaft in Erwägung gezogen wurden von der Forschung jedoch nur Virius Nicomachus Flavianus und Vettius Agorius Praetextatus. Bereits Theodor Mommsen identifizierte den Präfekten mit Nicomachus. Auf Grundlage dieser Identifizierung veröffentlichte Mommsen das Gedicht unter dem Namen Carmen adversus Flavianum. Dies blieb lange die Standard-Identifikation, auf die sich auch die These eines pagan revival stützte, nach der Flavianus unter dem Usurpator Eugenius eine systematische Wiederherstellung der alten Kulte betrieben hätte.
1979 argumentierte aber Lellia Cracco Ruggini für Vettius Agorius Praetextatus als gemeinten Präfekten. Etwa zur gleichen Zeit veröffentlichte François Dolbeau den Manuskripttitel einer mittelalterlichen Handschrift, der Damasi episcopi versus de praetextato praefecto urbis („Des Bischofs Damasus’ [Schrift] gegen den Stadtpräfekten Praetextatus“) gelautet hatte. Auf dieser Grundlage schlug er Papst Damasus I. als Autor vor und identifizierte den Präfekten ebenfalls als Vettius Agorius Praetextatus. Auch danach blieb jedoch zunächst Flavianus der favorisierte Kandidat, bis auch Alan Cameron den Autor als Damasus und den Präfekten als Praetextatus identifizierte. Cameron argumentiert unter anderem:

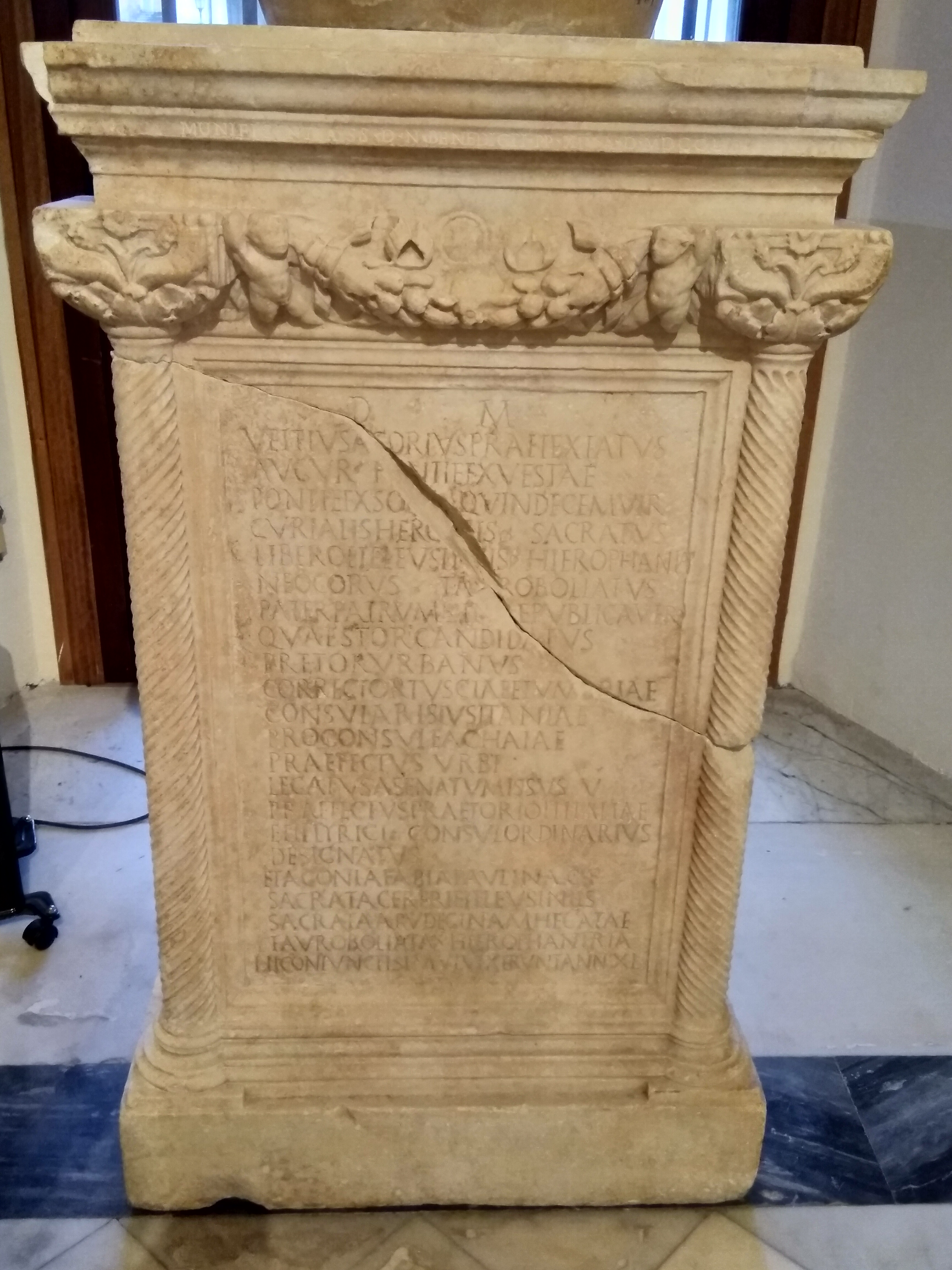
Das Grabmonument für Praetextatus und seine Frau Aconia Fabia Paulina (hier die Vorderseite) nennt die Priesterämter der beiden und die von ihnen verehrten Gottheiten.

- Trotz der feindseligen Haltung des Gedichts gegen den Präfekten fehlt ein Bezug auf den Verrat am rechtmäßigen Kaiser, den Nicomachus begangen hatte, indem er Eugenius statt Theodosius I. unterstützte, und auf die Entscheidungsschlacht am Frigidus als Auslöser seines Selbstmords.[27]
- Aconia Fabia Paulina, die Frau des Praetextatus, war schon Zeitgenossen bekannt für ihre öffentlich zur Schau gestellte heidnische Frömmigkeit, die sie mit ihrem Mann teilte.[28] Dass das Gedicht explizit auf die heidnischen Tätigkeiten der Frau des Präfekten Bezug nimmt, passt zu Aconia.[29]
- Die im Gedicht genannten Gottheiten, zu denen auch östliche und ägyptische Gottheiten gehören, sind „nahezu identisch“ mit den von Praetextatus und seiner Frau verehrten Göttern, die auf dem Grabmonument für Praetextatus und Paulina genannt werden (CIL 6, 1779).[30]
- Für Nicomachus wurde ins Feld geführt, dass die Verbindung zwischen Nicomachus und der Familie der Symmachi, die miteinander verwandt und verschwägert waren, besonders eng war, sodass der „Erbe“ (heres; Vers 114) Symmachus des Gedichts passen würde (auch wenn unklar ist, auf wen genau). Cameron argumentiert, dass „Erbe“ aber ebenso gut metaphorisch gemeint sein könnte und sich dann auf Quintus Aurelius Symmachus bezieht, der als Stadtpräfekt und prominenter Heide zum Zeitpunkt von Nicomachus’ Tod als sein natürlicher politischer Erbe erschien.[31]

2013 stellte Guido Clemente fest, in der Forschung herrsche nunmehr „fast einhellige Übereinstimmung“ darüber, dass nicht Virius Nicomachus Flavianus, sondern Vettius Agorius Praetextatus der Präfekt des carmen sei. Eine Ausnahme bildet Stéphane Ratti, der weiterhin für Nicomachus plädiert. So hält sich mancher Forscher denn auch aus der Debatte ganz heraus, wie Dennis E. Trout, der feststellt: „Jede größere Präzision, was Daten, Autoren und Themen angeht, baute auf Argumenten und Annahmen auf, die, wie sich zeigte, typischerweise zu fragil waren, um die nächste Angriffsrunde zu überstehen.“

## Autor und Entstehungskontext
Eng mit der Frage nach der Identität des Präfekten verknüpft ist diejenige nach Entstehungszeit und Autor des carmen. Sicher ist durch den Text erst einmal nur, dass der Autor eine recht intime Verbindung mit Rom hatte, denn er berichtet als Augenzeuge über stadtrömische Ereignisse, die ihm offenbar wichtig waren.
François Dolbeau fand in einem Bibliothekskatalog der Abtei Lobbes mit Titeln des 11. und 12. Jahrhunderts den Hinweis auf eine Handschrift Damasi episcopi versus de praetextato praefecto urbis aus dem Besitz des Abts Hériger († 1007). Da sich in Schriften des Hériger Anspielungen auf das Carmen finden, scheint der Titel sich darauf zu beziehen. Der Autor wäre dann der Bischof von Rom Damasus I., und das carmen wäre vor dem Tod des Damasus am 11. Dezember 384 geschrieben worden. Auch wenn sich allerdings der Titel auf das Carmen bezieht, ist immer noch unklar, ob die Zuschreibung des Titels zu Damasus und Praetextatus korrekt oder einfach eine unbegründete Mutmaßung des mittelalterlichen Skribenten ist. Gegen Damasus als Autor wurde u. a. angeführt, das carmen und die erhaltenen Epigramme des Damasus hätten stilistisch nichts gemeinsam; vor allem sei das carmen poetisch einfach zu schlecht für einen versierten Dichter wie Damasus.
Alan Cameron bemüht dagegen einen literarischen Vergleich zwischen dem Carmen und den erhaltenen Epigrammen des Damasus. Insbesondere weist er auf gemeinsame Vorbilder und Anspielungen wie Vergil, das Cento der Proba und (besonders bemerkenswert) das Satyricon des Petronius hin. Er argumentiert insbesondere, dass der Autor des Carmen ebenso wie Damasus ungewöhnlicherweise das Wort et im Sinne von und vermeide. Andere Philologen erklären die Ähnlichkeiten mit Damasus dagegen damit, dass der Autor die Texte des Damasus kannte, weil sie schon zeitgenössisch in römischen Inschriften verewigt wurden. Ein weiteres Argument für Damasus als Autor ist, dass sich in zeitgenössischen Briefen des Hieronymus, der bis zu dessen Tod als Sekretär des Damasus diente, sehr ähnliche Invektiven gegen Praetextatus finden.
Insgesamt stellt sich der historische Kontext der Entstehung des Gedichts nach Cameron also so dar: Praetextatus, auf dem Höhepunkt seiner Karriere stehend, Prätorianerpräfekt und designierter Konsul sowie prominenter heidnischer Priester und Politiker, stirbt im Oktober oder November 384 an einer Krankheit. Quintus Aurelius Symmachus, Freund und Verbündeter des Praetextatus, ruft als Stadtpräfekt Roms eine Staatstrauer aus, der viele nachkommen. Die christliche Elite, namentlich Damasus I., Bischof von Rom, und Hieronymus, sein Sekretär, sehen diese öffentliche Anteilnahme mit Besorgnis. Während Hieronymus Praetextatus sofort in Briefen an die von ihm geführte Gruppe adeliger christlicher Asketinnen um Paula verdammt, schreibt Damasus das Carmen contra paganos, um auch öffentlich keinen Zweifel an der Verdorbenheit des Praetextatus und der Religion, für die er steht, aufkommen zu lassen.
Wenn Praetextatus der Präfekt ist, bleibt die Frage, ob das carmen direkt nach dessen Tod oder erst später verfasst wurde. Thomas Grünewald vermutet erst 431 als Entstehungszeit, aus Anlass der von Nicomachus Flavianus dem Jüngeren veranlassten Rehabilitation des älteren Flavianus, gegen die der Verfasser so opponiert hätte. Ein Großteil der Forschung geht jedoch von einer Abfassung kurz nach dem Tod des Präfekten aus – was auch immer das bedeutet.

## Ausgaben und Übersetzungen
- D. R. Shackleton Bailey (Hrsg.): Anthologia Latina. Band 1.1, Stuttgart 1982, S. 17–23.
- Christoph Markschies: «Leben wir nicht alle unter demselben Sternenzelt?» Übersetzung und Bemerkungen zum Traktätschen, Contra Paganos (Cod. Paris. Lat. 8084, fol. 156r–158v = CPL 1431). In: R. Feldmeier, U. Heckel (Hrsg.): Die Heiden: Juden, Christen und das Problem des Fremden (= Wissenschaftliche Untersuchungen zum Neuen Testament. Band 70). Tübingen 1994, S. 325–377 (mit deutscher Übersetzung).
- Aldo Bartalucci: <Contro I pagani>: Carmen cod. Paris. Lat. 8084 (= Poeti cristiani. Band 3). Pisa 1998, 168 S. (mit Einleitung, kritischer Edition, italienischer Übersetzung und Kommentar).
- Clelia Martínez Maza: Carmen contra paganos – Edición, traducción y comentario histórico. Huelva 1999, 231 S. (kritische Edition mit spanischer Übersetzung und historischem Kommentar).
- Anne-Marie Boxus, Jacques Poucet: Carmen contra paganos. In: Folia Electronica Classica (FEC). Nr. 19, 2010 (ausführlicher Forschungskommentar mit Edition, Übersetzung und Bibliographie auf Französisch).